# Homoneura acrostichalis
Espèce
Homoneura acrostichalis est une espèce d'insectes hémiptères de la famille des Lauxaniidae.

## Répartition
Cet insecte se rencontre à Cocos Island, aux États fédérés de Micronésie, aux Îles Salomon, au Japon (Îles Ryūkyū), en Nouvelle-Guinée occidentale, aux Samoa, aux Samoa américaines, au Sri Lanka et à Taïwan.

## Classification
Le nom valide complet (avec auteur) de ce taxon est Homoneura acrostichalis (Meijere, 1916).
L'espèce a été initialement classée dans le genre Lauxania sous le protonyme Lauxania acrostichalis Meijere, 1916.
Homoneura acrostichalis a pour synonyme :
- Lauxania acrostichalis Meijere, 1916